# 稚泊連絡船
稚泊連絡船（ちはくれんらくせん）は、1923年から1945年まで、日本の鉄道省により北海道の稚内と樺太の大泊の間で運航されていた航路（鉄道連絡船）である。

## 航路概要
- 稚内 - 大泊間：167.0 km（営業キロ：210.0 km）
- 所要時間：8時間（1928年[1]、1934年12月当時）
- 運賃：1928年に一等7円50銭、二等5円、三等2円50銭[2]。

宗谷海峡は冬になると流氷で閉ざされるため、就航船には砕氷船が使用された。厳冬期の大泊では氷上で旅客・貨物の取り扱いをすることもあった。
鉄道連絡船の性格上、宗谷本線の優等列車と接続するダイヤを組み、1938年からは稚内側では列車が船に横付けできるよう、稚内駅構内扱いに稚内桟橋駅という仮乗降場が設けられていた。また大泊側も桟橋上に大泊港駅が設けられ、樺太東線と接続していた。なお、稚内から樺太への定期航路は稚泊連絡船の他に北日本汽船経営の稚斗航路（稚内 - 本斗間）があり、こちらは樺太西線と接続していた。

## 沿革
稚泊連絡船が開かれる前、樺太への交通は、富山県の伏木港、青森県の青森港、北海道の小樽港、函館港、稚内港との間に逓信省や樺太庁が設定した命令航路によっていた。国有鉄道の宗谷線が稚内まで延びたことで、樺太庁鉄道と国有鉄道を結ぶ鉄道省の連絡線が開かれた。これが稚泊連絡船である。
- 1922年（大正11年）11月1日：宗谷線が稚内駅まで延伸開業[4]。
- 1923年（大正12年）
  - 5月1日：航路開設。第1船は午後9時大泊発の壱岐丸[4]。
  - 6月8日：砕氷船対馬丸が就航。
- 1924年（大正13年）7月25日：壱岐丸の砕氷船改造工事が完了し正式配属。以後は2船体制で夜行1日1便の運航を開始（冬季は昼行便。12月偶数日、1-3月月間12往復）。
- 1925年（大正14年）12月17日：対馬丸が野寒岬灯台北西0.7海里（1.3km）の地点（東経141度38分、北緯45度27分）で座礁。
- 1927年（昭和2年）12月8日：砕氷貨客船亜庭丸就航。
- 1928年（昭和3年）12月26日：宗谷線の稚内駅 - 稚内港駅間が延伸開業。稚内港駅が新設[5]。
- 1931年（昭和6年）2月2日：大寒波による流氷により壱岐丸が大難航、船体に著しい損傷。応急修理を施したが、5月11日の上り便を最後に運航休止となる。
- 1932年（昭和7年）12月5日：砕氷貨客船宗谷丸就航。
- 1937年（昭和12年）2月13日 - 2月25日：稚内港が流氷により入港不能となり小樽 - 大泊間の航路が臨時に開設される。
- 1937年（昭和12年）6月1日：稚内側の急行ダイヤ改正に合わせて夜行便廃止。
- 1939年（昭和14年）2月5日 - 2月27日：稚内港が流氷により入港不能となり、小樽 - 大泊間の航路が臨時に開設される。
- 1945年（昭和20年）
  - 8月10日：青函航路に転属していた亜庭丸が米軍の空襲により撃沈される。
  - 8月11日：ソ連軍が南樺太へ侵攻。13日より大泊から稚内への緊急疎開輸送を開始。
  - 8月23日：南樺太をほぼ制圧したソ連軍が島外移動禁止を通達。同日夜、宗谷丸が大泊を出港。
  - 8月24日：樺太からの最終便（宗谷丸）が稚内に到着したことをもって航路消滅（厳密には休止扱い）。

## 船舶

### 砕氷客船
壱岐丸（初代）
青函航路から臨時転属、1923年5月1日就航。1924年7月25日正式配属、砕氷船に改造。寒波による船体損傷により1931年5月11日終航、売却。
対馬丸（初代）
1923年4月19日関釜航路から転属発令。砕氷船に改造後、6月8日就航。1925年12月17日擱座沈没。

### 客船（夏季運航）
田村丸
青函航路から転属、1926年4月16日就航。1927年10月21日終航、売却。
対馬丸喪失から亜庭丸就航までの代船、夏季限定運航。
高麗丸
関釜航路から転属、1931年6月2日就航。1932年10月31日終航、売却。
壱岐丸終航から宗谷丸就航までの代船、夏季限定運航。

### 砕氷客貨船
亜庭丸
対馬丸代船として建造。1927年12月8日就航、1945年6月20日終航。転属先の青函航路で同年8月10日空襲沈没。
宗谷丸
壱岐丸代船として建造。1932年12月22日就航、1945年8月24日終航。戦後は青函航路に転属。

### 砕氷補助汽船（送迎船）
利尻丸

## 水陸連絡設備

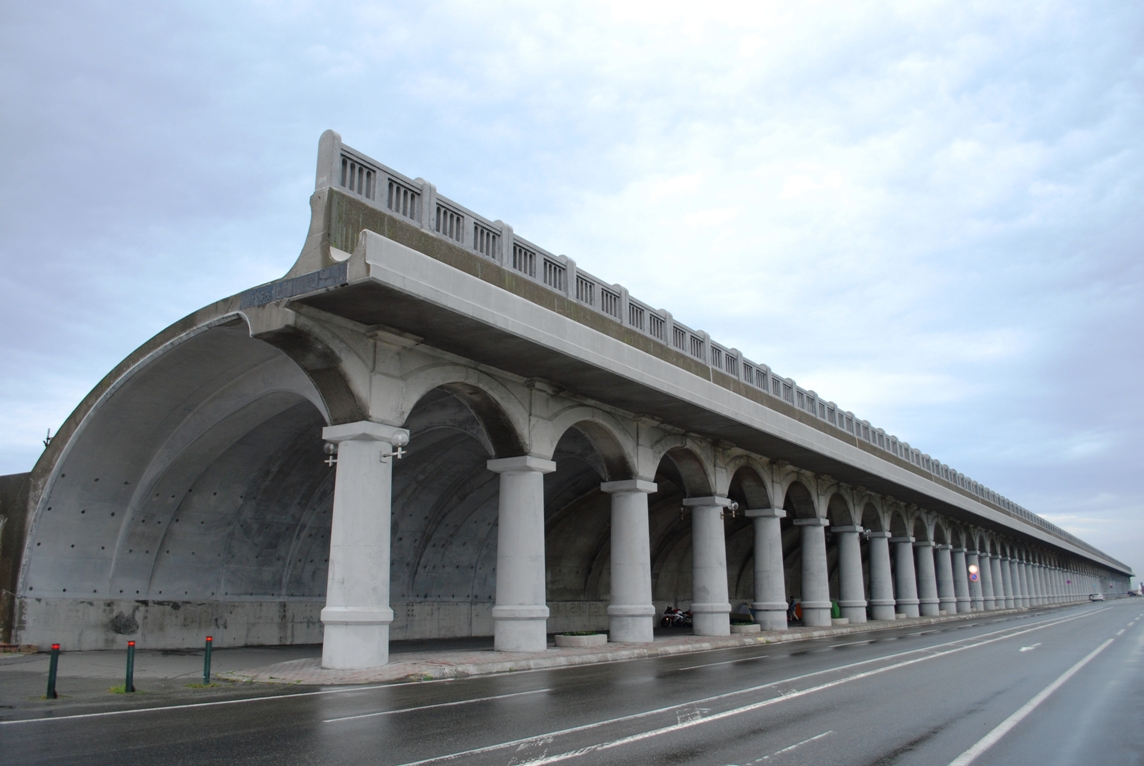
旧稚内桟橋（北防波堤ドーム）

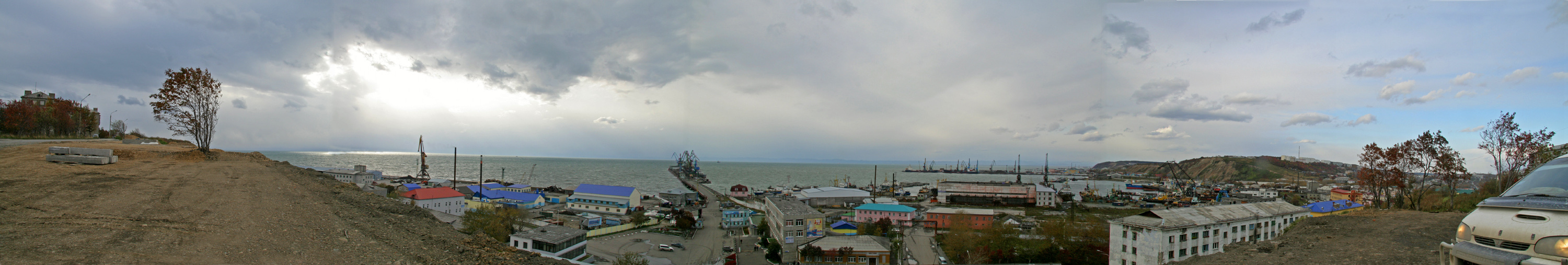
旧大泊桟橋（写真中央）

### 大泊桟橋
航路開設当初は連絡船の繋留できる岸壁がなく、大泊駅近くの連絡船待合所（大泊営業所）から1.2km沖合に錨泊する連絡船までは艀で、海面が結氷する厳冬期は徒歩やソリで接続していた。1928年（昭和3年）8月に大泊港の南から橋梁を渡って沖に突き出す形の突堤が完成し、大泊駅から桟橋まで1.6kmの臨港線を敷設。11月には突堤上の連絡船待合所が竣工、12月から大泊港駅として開業した。
現在もコルサコフ南埠頭（北緯46度37分12.7秒 東経142度45分40.1秒 / 北緯46.620194度 東経142.761139度）として使用されており、連絡船と同じ航路のSASCO社ペンギン33（稚内 - コルサコフ間）が発着している。（2019年度は運休）

### 稚内桟橋
接続駅として稚内桟橋駅が設けられた。
現在、防波堤は稚内港北防波堤ドームとして保全が図られ、連絡船の業績を顕彰する稚泊航路記念碑（北緯45度25分11.6秒 東経141度40分54.8秒 / 北緯45.419889度 東経141.681889度）が建てられている。